# Lijst van voetbalinterlands Burkina Faso - Burundi (vrouwen)
Deze lijst van voetbalinterlands is een overzicht van alle officiële voetbalinterlands tussen de nationale vrouwenteams van Burkina Faso en Burundi. De landen hebben tot nu toe twee keer tegen elkaar gespeeld. 

## Wedstrijden
| № | Plaats | Datum            | Competitie                                | Wedstrijd              | Uitslag |
| - | ------ | ---------------- | ----------------------------------------- | ---------------------- | ------- |
| 1 | Bamako | 23 februari 2025 | Afrikaans kampioenschap 2026 kwalificatie | Burundi − Burkina Faso | 0 − 1   |
| 2 | Bamako | 26 februari 2025 | Afrikaans kampioenschap 2026 kwalificatie | Burkina Faso − Burundi | 4 − 1   |

## Samenvatting
| Competitie                           | Totaal gespeeld | Winst Burkina Faso | Gelijk | Winst Burundi | Doelsaldo Burkina Faso – Burundi |
| ------------------------------------ | --------------- | ------------------ | ------ | ------------- | -------------------------------- |
| Afrikaans kampioenschap kwalificatie | 2               | 2                  | 0      | 0             | 5 − 1                            |
| Totaal                               | 2               | 2                  | 0      | 0             | 5 − 1                            |